# Vladimir Baranov-Rossiné
Pour les articles homonymes, voir Baranov et Rossiné.
Vladimir Davidovitch Baranov-Rossiné ou Vladimir Baranoff-Rossiné (ukrainien : Володимир Давидович Баранов-Росіне, en russe : Владимир Давидович Баранов-Россине), né à Kherson (Ukraine) le 1er janvier 1888 et mort  à Auschwitz en janvier 1944 est un peintre et sculpteur ukrainien et russe.
D'inspiration futuro-cubiste, rattaché à l'avant-garde ukrainienne, il est actif en France de 1910 à 1917, puis à partir de 1925. Il est l'inventeur d'un « piano optophoniste » qui associe le son et la couleur.

## Biographie
Vladimir Baranov-Rossiné naît en 1888 à Kherson.
De 1903 à 1908, il étudie à l'école d'art d'Odessa. En 1908, il entra à l'École supérieure d'art de l'Académie impériale de Saint-Pétersbourg, mais a été expulsé immédiatement après la première année d'études pour ne pas assister aux cours. Il expose à Moscou dans le cadre des groupes « Stephanos », « Zvieno » et « Vienok-Stephanos ». Il s'installe à Paris jusqu'en 1914. Il expose au Salon des indépendants et se tourne dès lors vers le cubisme et le futurisme. Il revient en Russie pendant la révolution russe et s'investit dans le mouvement révolutionnaire. Il invente l'optophonique, un piano qui met en mouvement des disques transparents lumineux et colorés qui projettent des couleurs sur un écran.
Sa création est présentée au théâtre Bolchoï et à Paris par Jean Arp. Il réalise des sculptures et expose à l'Exposition universelle de 1937, et en 1939 à l'exposition des Réalités nouvelles.
Il meurt en déportation en janvier 1944.
Une rétrospective de son œuvre est organisée en 1972 à Paris au musée national d'Art moderne.

Œuvres de Vladimir Baranoff-Rossiné
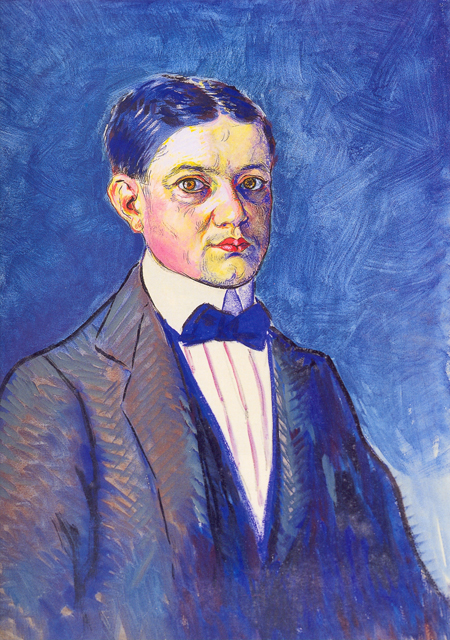
Autoportrait (entre 1907 et 1908), Saint-Pétersbourg, musée Russe.
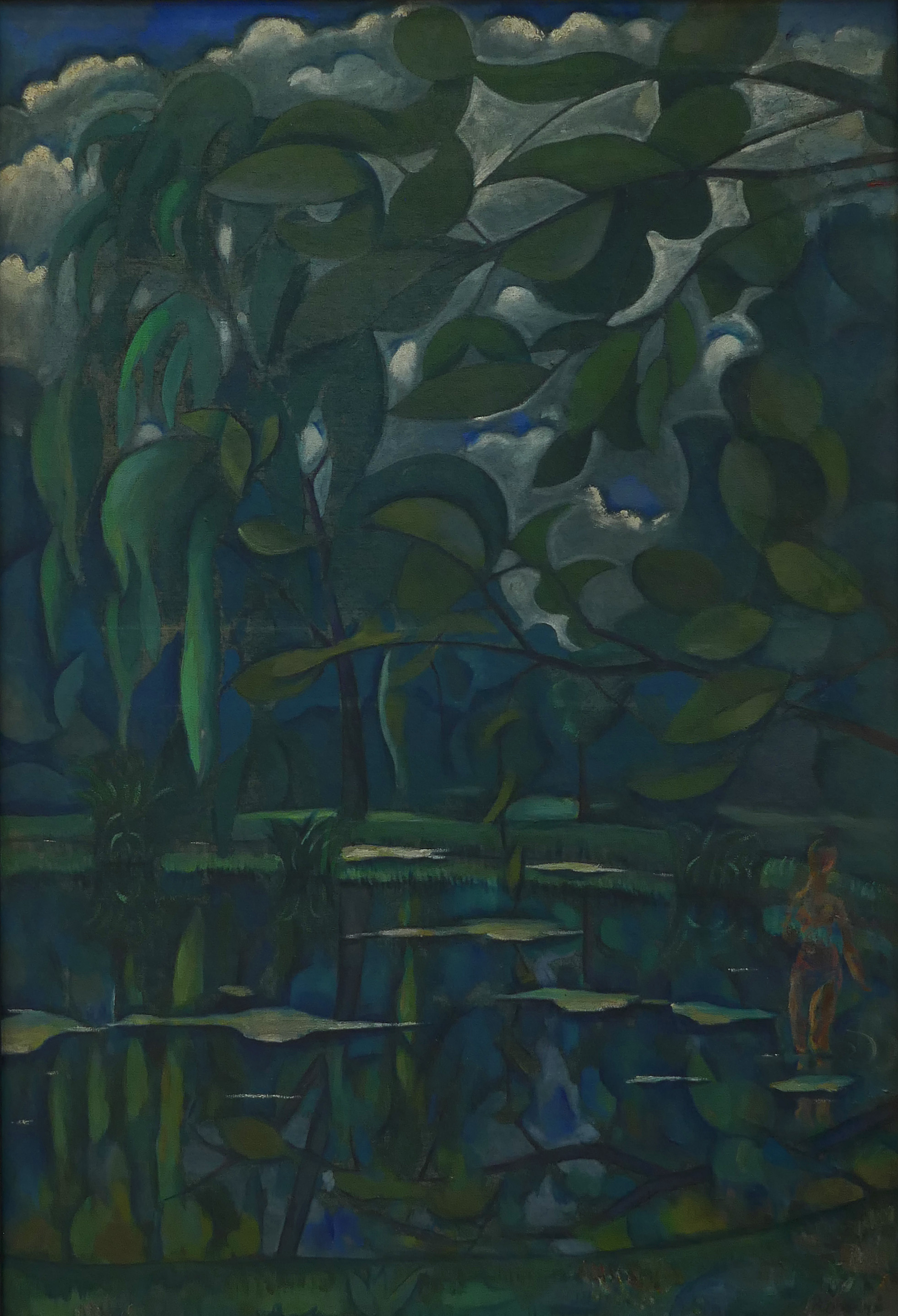
Le Lac (1911), musée de Grenoble.
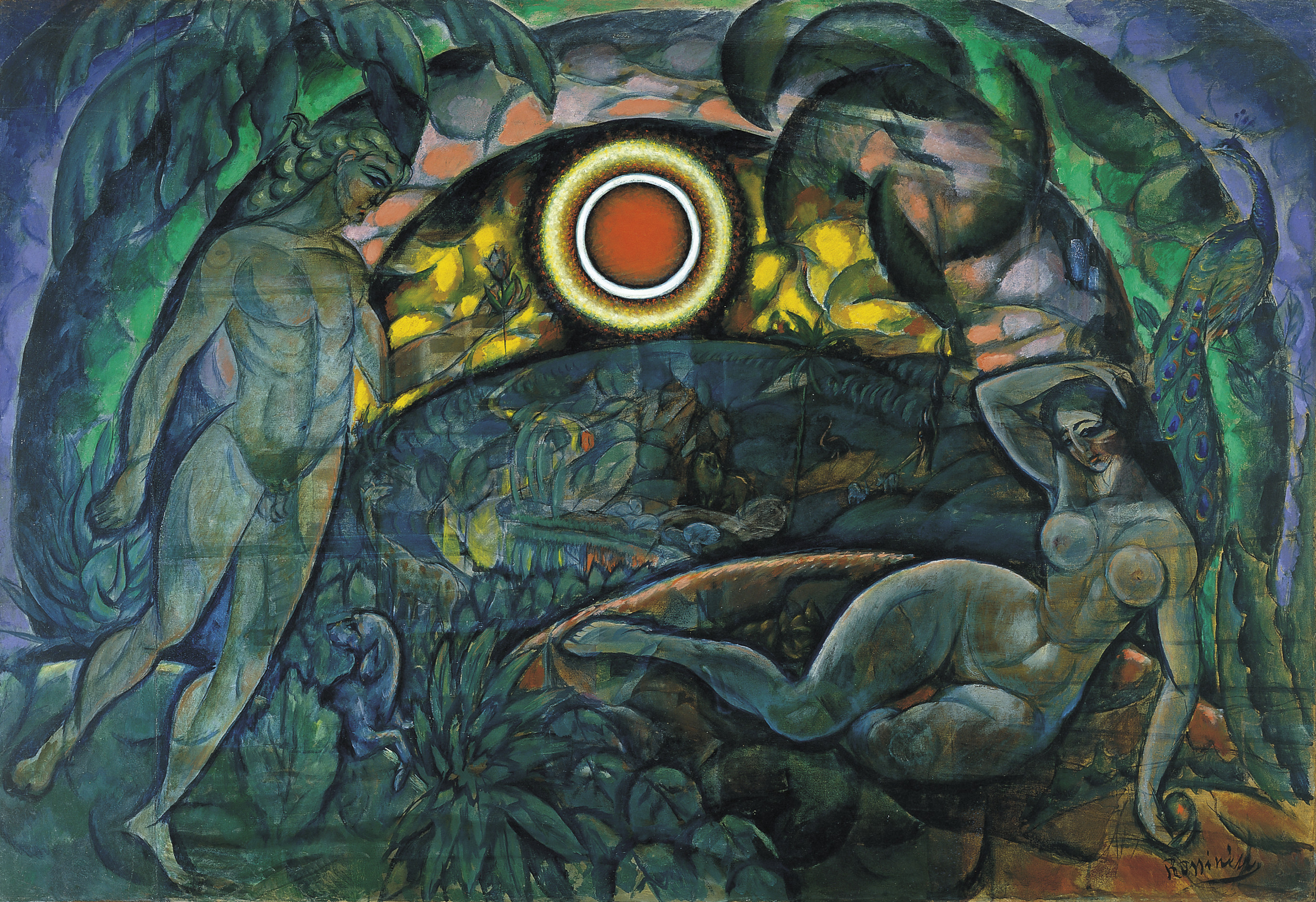
Adam et Ève (1912), Madrid, musée Thyssen-Bornemisza.
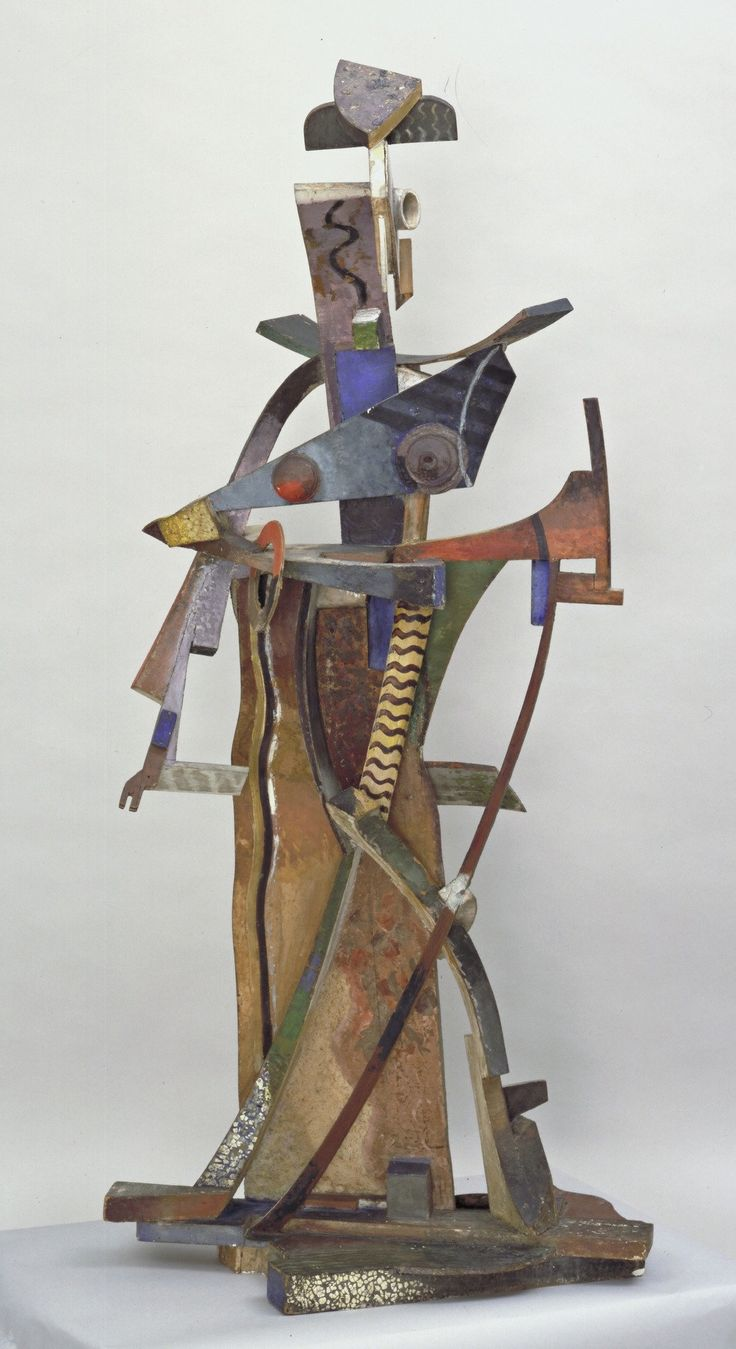
Symphonie no 1 (1913), New York, Museum of Modern Art.
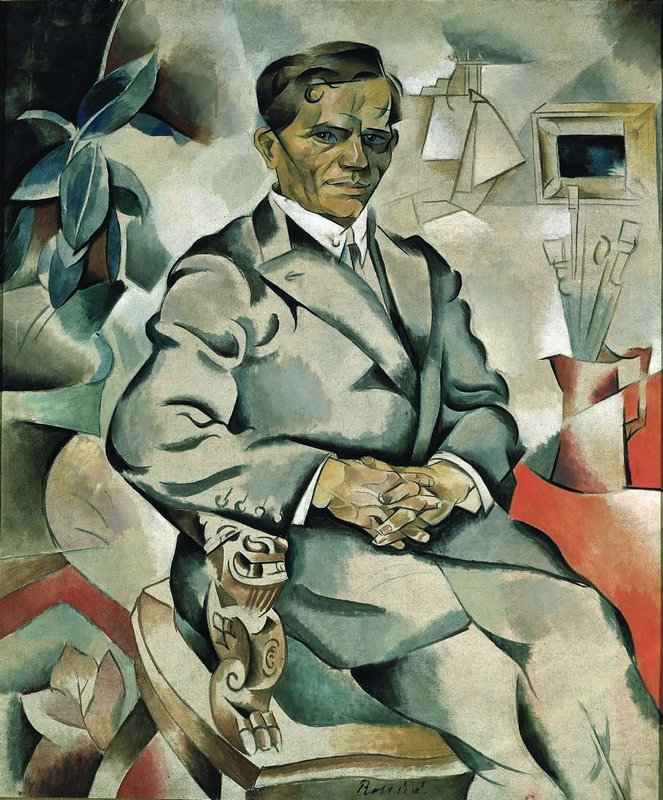
Portrait d'Ivan Kolesnikov (entre 1917 et 1919), Saint-Pétersbourg, musée Russe.
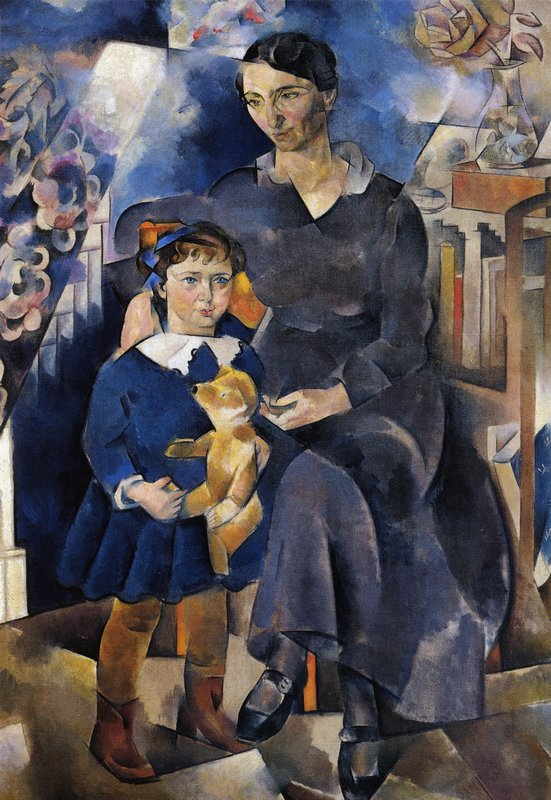
Portrait de L.Ya. Rybakova et sa fille (entre 1920 et 1921), Saint-Pétersbourg, musée Russe.
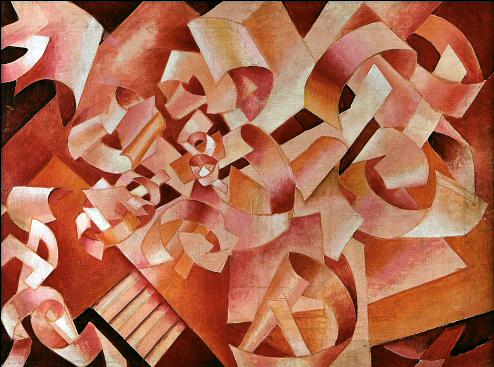
Rose, Bakou, musée national d'art d'Azerbaïdjan.